# 法泗街道
法泗街道是中华人民共和国湖北省武汉市江夏区下辖的一个街道办事处。
2012年3月5日，湖北省民政厅批复同意撤销法泗镇，设立法泗街道办事处。

## 行政区划
法泗街道下辖以下村级行政区划单位：
法泗社区、田浦村、联盟村、石岭村、大路村、珠琳村、法泗村、农科村、东港村、桂山村、西港村、八潭村、新墩村、卫东村、红星村、长虹村、菱米村、庆丰村、永丰村、三合村、斧山村、沿河村和新河村。